# Conochilus hippocrepis
Conochilus hippocrepis är en hjuldjursart som först beskrevs av Schrank 1803.  Conochilus hippocrepis ingår i släktet Conochilus och familjen Conochilidae. Arten är reproducerande i Sverige. Inga underarter finns listade i Catalogue of Life.